# Premis YoGa 1999
Els 10è Premis YoGa foren concedits al "pitjoret" de la producció cinematogràfica de 1998 per Catacric la nit del 30 de gener de 1999 "en un lloc cèntric de Barcelona" per un jurat anònim que ha tingut en compte les apreciacions, comentaris i suggeriments dels lectors de la seva web.

## Guardonats
| Secció           | Premi                         | Nom                                            | Guanyador                                                                    |
| ---------------- | ----------------------------- | ---------------------------------------------- | ---------------------------------------------------------------------------- |
| Cinema estranger | Pitjor pel·lícula             | "Sé que no hicisteis un euro el último verano" | Els venjadors                                                                |
| Cinema estranger | Pitjor director               | "Tienes un e-mail"                             | Kevin Costner, per El missatger del futur                                    |
| Cinema estranger | Pitjor actor                  | "¿Dónde está Willy?"                           | William Hurt, per Dark City, Promeses incomplides i Perduts en l'espai       |
| Cinema estranger | Pitjor actriu                 | "Torna-la a tocar, Sam (Shepard)"              | Jessica Lange, per Relació mortal, Heretaràs la terra i Cousin Bette         |
| Cinema espanyol  | Pitjor pel·lícula             | "La más-barata del Zorro"                      | La vuelta de El Coyote                                                       |
| Cinema espanyol  | Pitjor direcció (ex aequo)    | "Nada en la sesera"                            | Dunia Ayaso i Félix Sabroso, per El grito en el cielo                        |
| Cinema espanyol  | Pitjor direcció (ex aequo)    | "Nada en la sesera"                            | Alfonso Albacete i David Menkes, per Atómica                                 |
| Cinema espanyol  | Pitjor actor                  | "Mr. Magoo o la mirada del topo"               | José Coronado, per Frontera Sur, La mirada del otro i La vuelta de El Coyote |
| Cinema espanyol  | Pitjor actriu (ex aequo)      | "¿El viento se llevó Lec-quió?"                | Ana Obregón, per La mirada del otro                                          |
| Cinema espanyol  | Pitjor actriu (ex aequo)      | "¿El viento se llevó Lec-quió?"                | Mar Flores, per La vuelta de El Coyote                                       |
| Cinema espanyol  | Pitjor doblatge al català     | "Tú a Sitges y yo a California"                | Àlex Gorina i Joan Maria Pujals                                              |
| Cinema espanyol  | Cosas de los Goya             | "Loca academia de mensajería"                  | El abuelo                                                                    |
| Cinema espanyol  | Trajectòria                   | "El gran Lewinsky"                             | Vicente Aranda i Ventura Pons                                                |
| Especials        | "El silencio de los palmeros" | Departament de premsa de Columbia TriStar      |                                                                              |